# Freski w kościele San Antonio de la Florida w Madrycie (Goya)

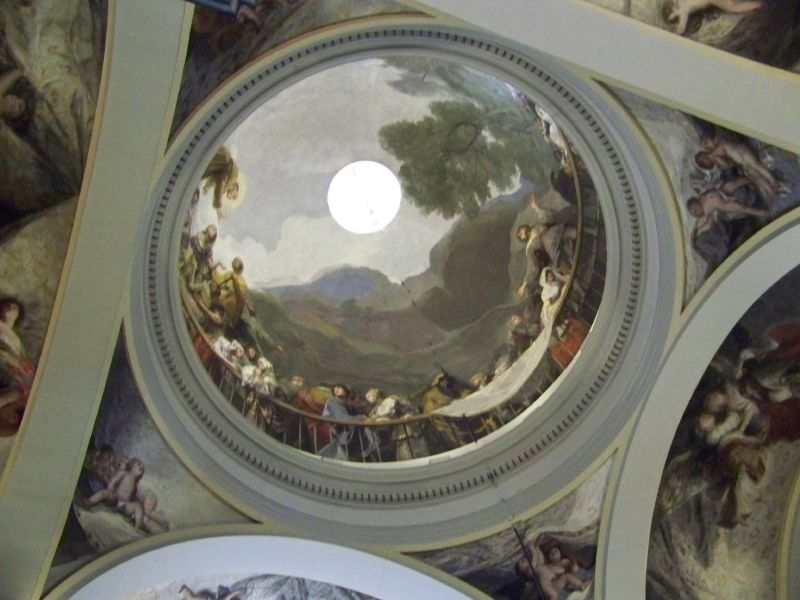
Widok na freski w kopule, pendentywach i lunetach

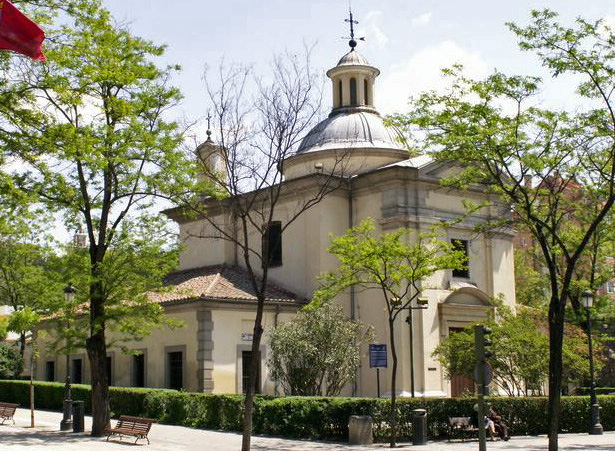
Kościół San Antonio de la Florida – za czasów Goi otaczały go pola i lasy, obecnie znajduje się w ruchliwej części Madrytu

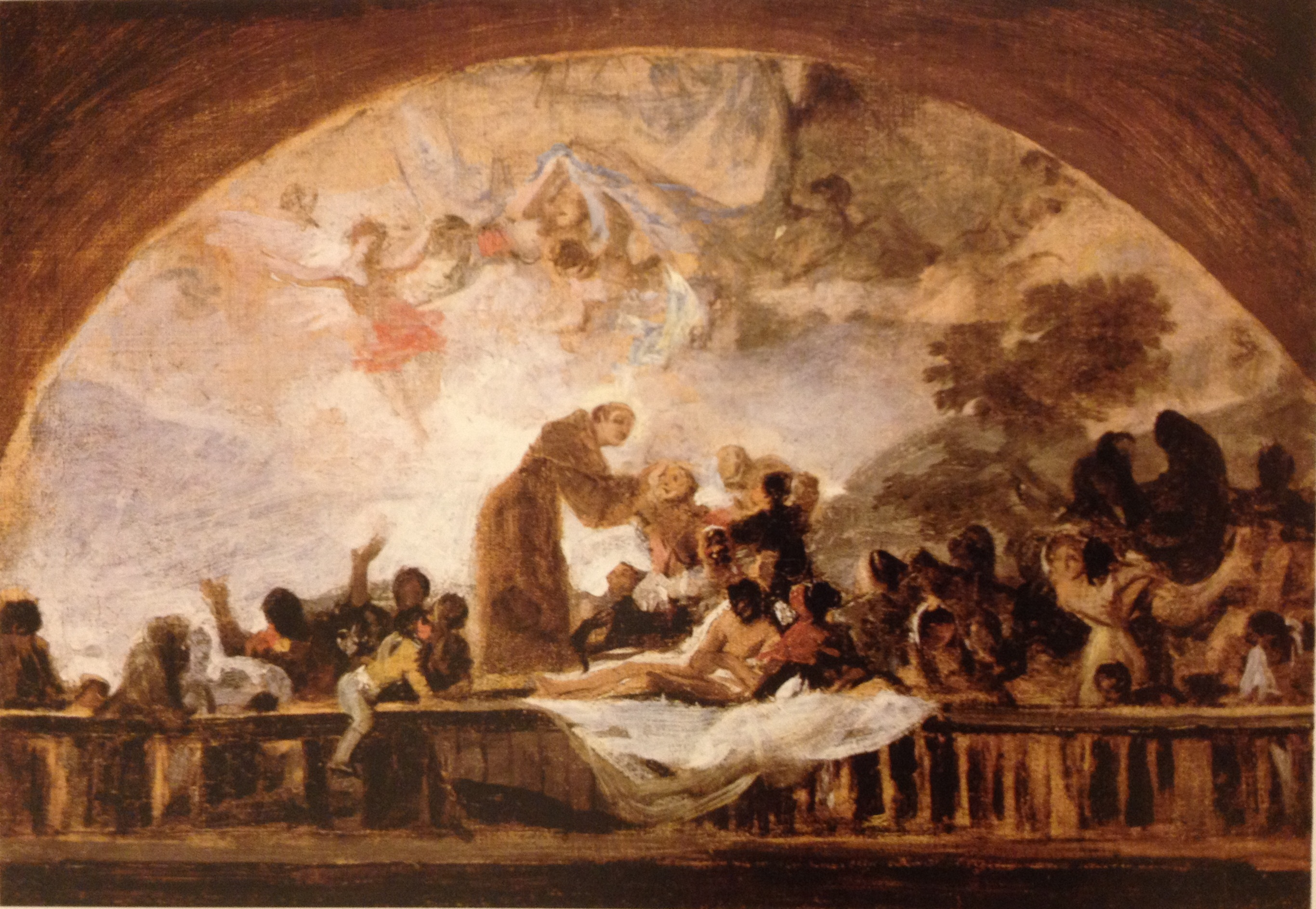
Szkic przygotowawczy do Cudu św. Antoniego Padewskiego – nie został wiernie odtworzony przez artystę

Freski w kościele San Antonio de la Florida w Madrycie – freski o tematyce religijnej wykonane w 1798 roku przez hiszpańskiego malarza Francisca Goyę w madryckim Kościele San Antonio de la Florida charakteryzujące się wyjątkową swobodą ekspresji. Freski składają się z trzech części, największa z nich to Cud św. Antoniego Padewskiego umieszczony w kopule, następnie Adoracja Trójcy Świętej w apsydzie oraz dopełniające kompozycję postaci aniołów i cherubinów w różnych częściach kościoła.

## Okoliczności powstania
Wiosną 1798 roku Goya, będąc nadwornym malarzem Karola IV, otrzymał od niego zlecenie na wykonanie fresków w nowo wybudowanym kościele. Miały zdobić wnętrza niewielkiego klasycystycznego eremu pod wezwaniem św. Antoniego Padewskiego, który znajdował się na przedmieściach Madrytu. Zlecenie zawdzięczał poparciu swojego przyjaciela, królewskiego ministra Jovellanosa. Projekt pochodzący z dworu nie wymagał akceptacji Kościoła ani Akademii św. Ferdynanda – artysta miał przy jego realizacji pełną swobodę. Praca nad freskami zajęła mu jedynie 120 dni i została ukończona w grudniu 1798 roku. Malowanie kopuły oznaczało pracę na wysokich rusztowaniach, a Goya po niedawno przebytej chorobie cierpiał na zawroty głowy. Ze względu na zły stan zdrowia i postępującą głuchotę malarz zatrudnił swojego ucznia, Asensio Julià, do pomocy przy tym zleceniu (nie wiadomo jaki był jego wkład).
Goya był świadomy faktu, że po raz pierwszy tworzył złożone dzieło dostępne dla szerokiej publiczności. Obrazy, które malował dla dworu były podziwiane w wąskich arystokratycznych kręgach, za to dobrze odebrane przez publiczność freski oznaczały sławę. Ponadto, po okresie choroby i rekonwalescencji, jego pozycja w stolicy osłabła – praca nad freskami była dowodem na to, że artysta wciąż był aktywny zawodowo. Reakcja na freski była jednak powściągliwa, okazały się zbyt „świeckie” jak na tamte czasy. Z drugiej strony ta populistyczna wizja cudu była bardziej zrozumiała dla odwiedzających świątynię pielgrzymów.

## Analiza
Goya pracował już wcześniej nad malarstwem religijnym, jednak schematy i konwencje tej tematyki ograniczały jego możliwości artystyczne. Pierwszą próbę zerwania ze stereotypami podjął w 1780 roku, pracując nad freskami w bazylice del Pilar w Saragossie. Jego lekki styl, oparty na przypominających szkic szybkich pociągnięciach pędzla, tak różny od drobiazgowych akademickich przedstawień, spotkał się z ostrą krytyką. Artystyczny manifest Goi zakończył się fiaskiem, wykonane w bazylice freski zostały „poprawione” przez jego mistrza, Francisca Bayeu, który nadał im klasyczny charakter. Osiemnaście lat później, pracując nad freskami w Kościele św. Antonia, Goya mógł pozwolić sobie na większą swobodę.
Przed wykonaniem fresków Goya odwiedził liczne madryckie kościoły, w których oglądał barokowe malowidła, jednak zdecydował się na swój własny, realistyczny styl. Odszedł od tradycyjnego rozmieszczenia w przestrzeni, według którego główna scena powinna się znaleźć na lunetach, przyporach i ścianach, a kopułę wypełniałyby postaci aniołów i cherubinów. U Goi scena narracyjna (cud św. Antoniego) została umieszczona na kopule, a anioły znalazły się poza nią. Ponadto Goya odwrócił malarski schemat i przedstawił w kopule ziemski cud zamiast boskiej lub niebiańskiej sceny, która według klasycznych reguł powinna znajdować się najwyżej.
Freskami zostały pokryte kopuła, apsyda, lunety, pendentywy i filary kościoła. Na sklepieniu apsydy Goya przedstawił Adorację Trójcy Świętej. Nad gzymsem rozciągają się freski przedstawiające postaci cherubinów i podtrzymujących zasłony aniołów o kobiecych rysach i motylich skrzydłach. Nadanie aniołom realnych kobiecych kształtów było prawdziwą nowością w sakralnej ikonografii. Najbardziej spektakularne są malowidła zdobiące kopułę (mają 6 m średnicy), na których przedstawiono jeden z cudów św. Antoniego Padewskiego, który miał się wydarzyć w XIII wieku. Święty został zaniesiony przez anioły do rodzimej Lizbony, kiedy dowiedział się, że jego ojciec został fałszywie oskarżony o morderstwo i groziła mu kara śmierci. W czasie procesu święty sprawia z bożej łaski, że zmarła ofiara zbrodni wstaje z grobu. Nieboszczyk odpowiada na pytania sędziego i potwierdza niewinność ojca św. Antoniego.
Z tej legendy Goya zaczerpnął jedynie główny wątek, przy czym zamiast w sali sądowej w Lizbonie święty znajduje się w okolicach Madrytu, na świeżym powietrzu. Otaczający go ludzie to pochodzący z różnych klas społecznych mieszkańcy hiszpańskiej stolicy, którzy żywiołowo przyglądają się cudowi. Na ich twarzach maluje się zarówno zdziwienie i ciekawość, czy nawet religijna ekstaza, jak i zupełna obojętność. Postaci, których jest około 50, skupiają się za drewnianą balustradą. Być może jest to motyw, który artysta zaobserwował w młodości, w czasie nauki we Włoszech. Można wśród nich wyróżnić postać zmarłego, rodziców świętego i samego św. Antoniego, stojącego na skale. Mały chłopiec wspina się na balustradę, aby lepiej przyjrzeć się scenie. Mężczyzna na widok cudu w ekstazie podnosi ramiona. Odwrócona plecami postać w żółtym kaftanie to prawdopodobnie prawdziwy morderca, uciekający w obawie przed świętym. Postaci są dokładnie namalowane i realistyczne, jednak brak im barokowej słodyczy. Przestrzeń wokół oculusa wypełnia pejzaż (niebo, góry i drzewa), dzięki któremu widz ma wrażenie, że stoi pod gołym niebem.
W apsydzie główną sceną jest Gloria – Adoracja Trójcy Świętej. Grupa aniołów – w locie, klęczących lub pochylonych adoruje symbol Trójcy Świętej – trójkąt wykonany z pozłacanego stiuku, z którego wychodzą promienie. Centrum fresku jest dużo jaśniejsze (aniołowie niemal nikną w chmurach), a tło złote – to przedstawienie boskiego światła. Artysta uzyskał w ten sposób także efekt głębi.

## Technika
Zachowały się trzy szkice do fresku, na których widać szczegółowo opracowaną przez artystę koncepcję perspektywiczną. Goya nie powtórzył wiernie swojego szkicu – wielokrotnie improwizował w czasie pracy w kościele. Stosował klasyczną technikę buon fresco, a retuszu dokonywał a secco. Być może miał do pomocy robotników nakładających gładką warstwę tynku, na której bezpośrednio malował. Nowoczesne dla jego epoki były energiczne pociągnięcia pędzla, plamy światła i koloru oraz ostre kontrasty, przywodzące na myśl późniejszy ekspresjonizm.
Dla podkreślenia walorów artystycznych kościół nazwano XVIII-wieczną Kaplicą Sykstyńską. Świątynia jest również miejscem spoczynku prochów Goi.

## Detale fresku

Cud św. Antoniego Parmeńskiego
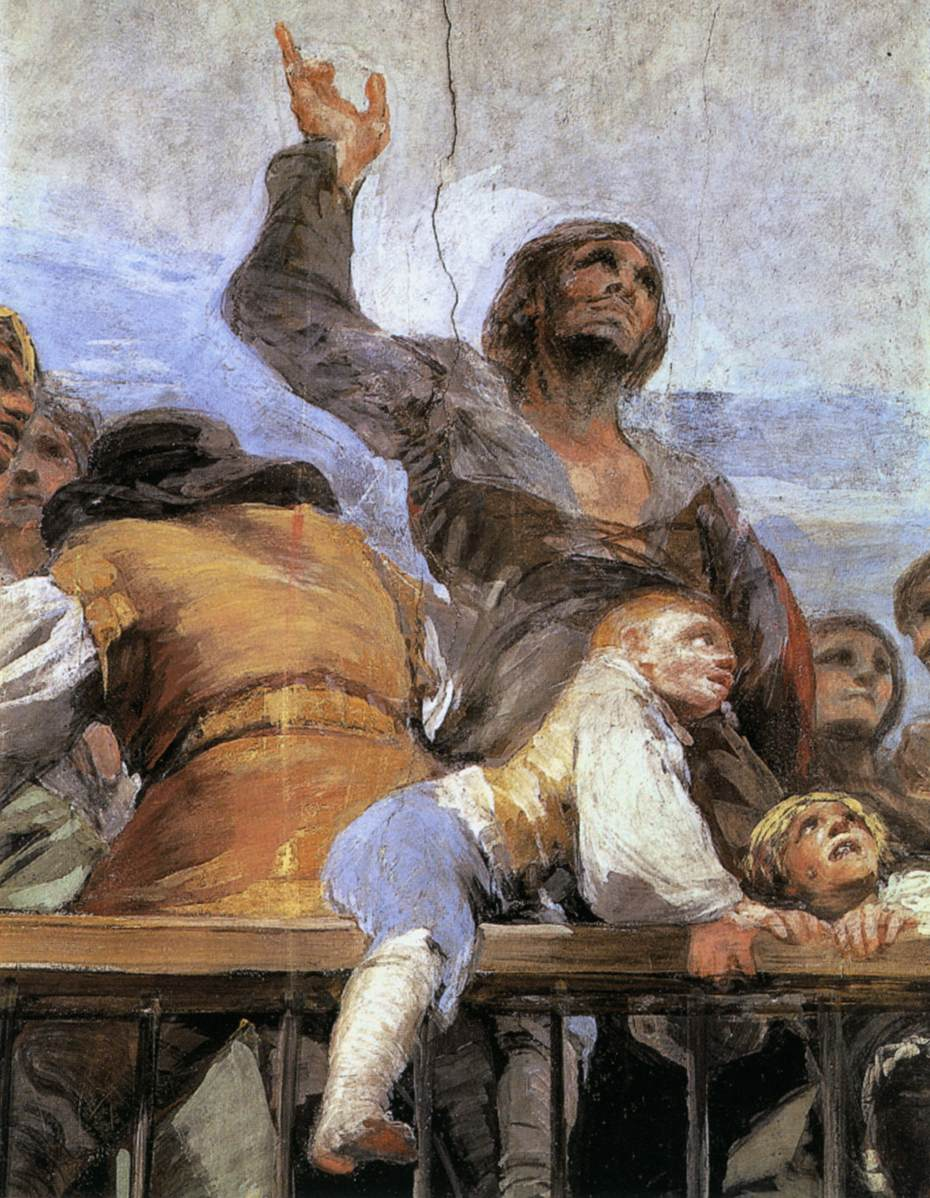
Chłopiec wspinający się na balustradę i uciekający prawdziwy złoczyńca
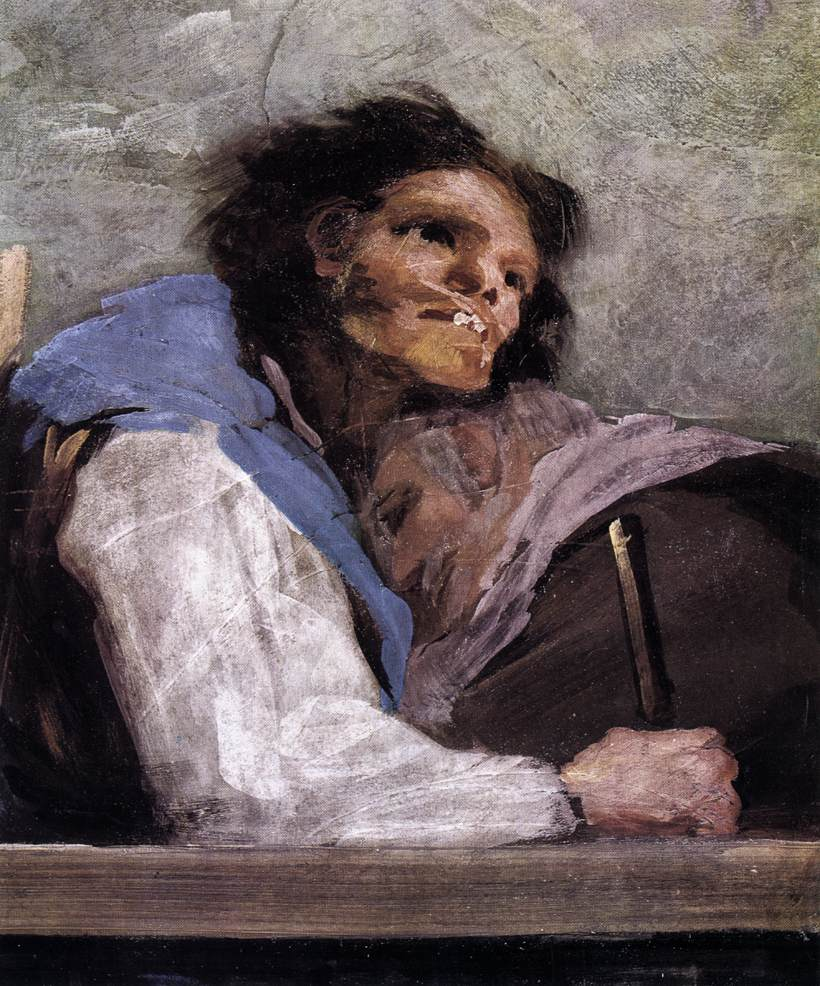
Świadkowie cudu
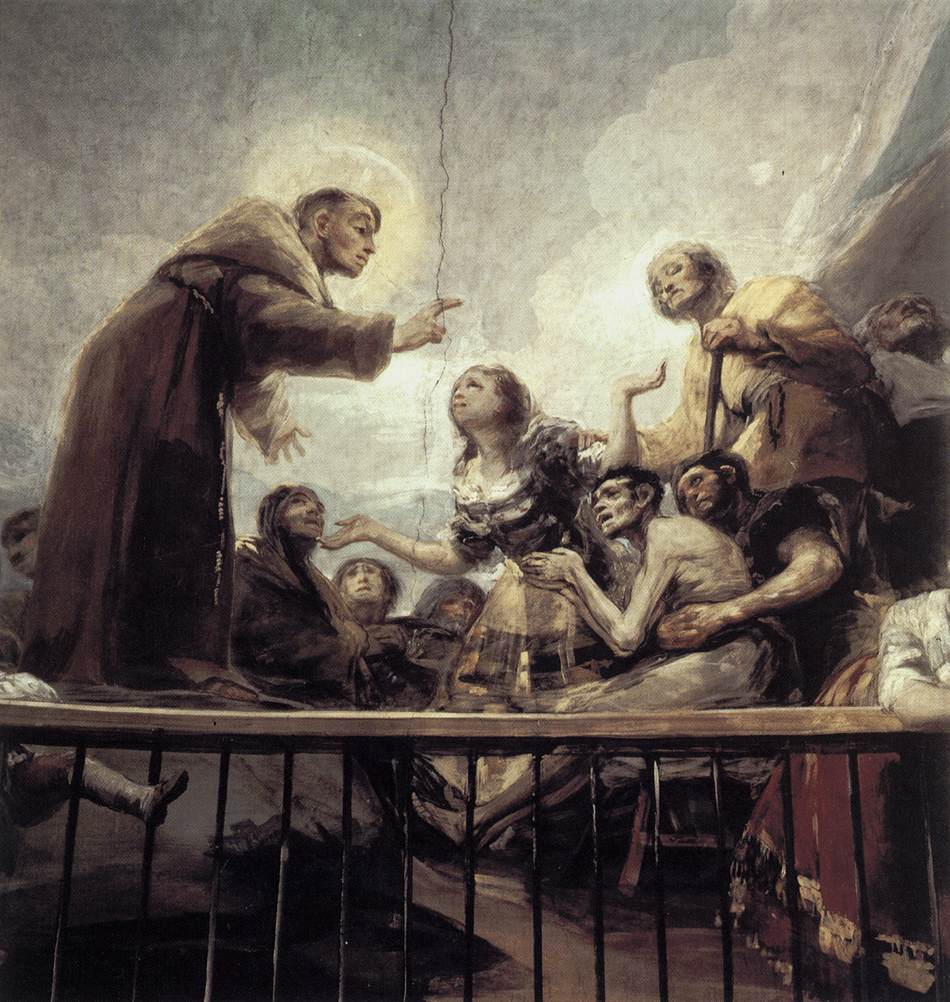
Św. Antoni i wskrzeszona ofiara zbrodni
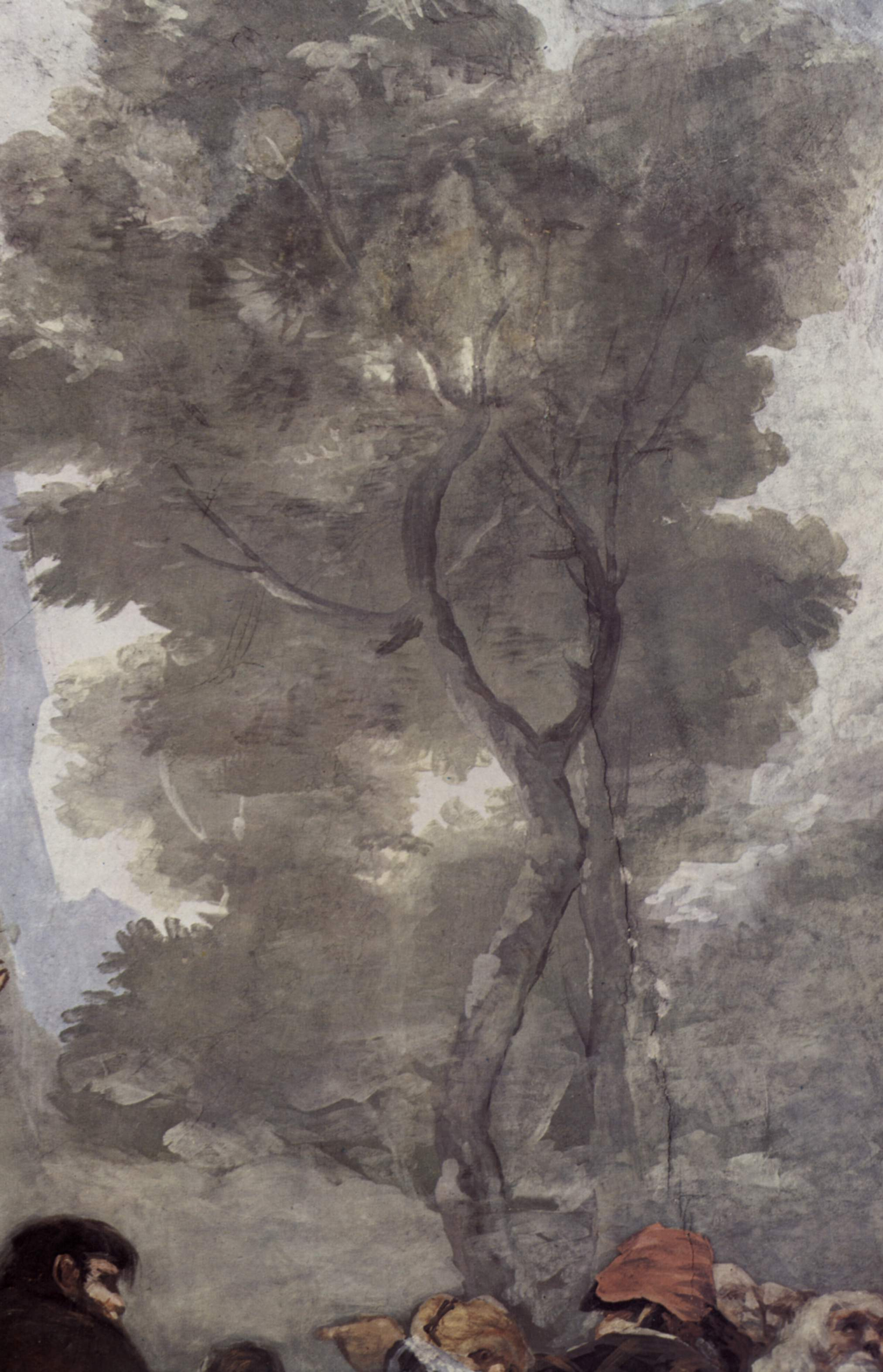
Fragment pejzażu
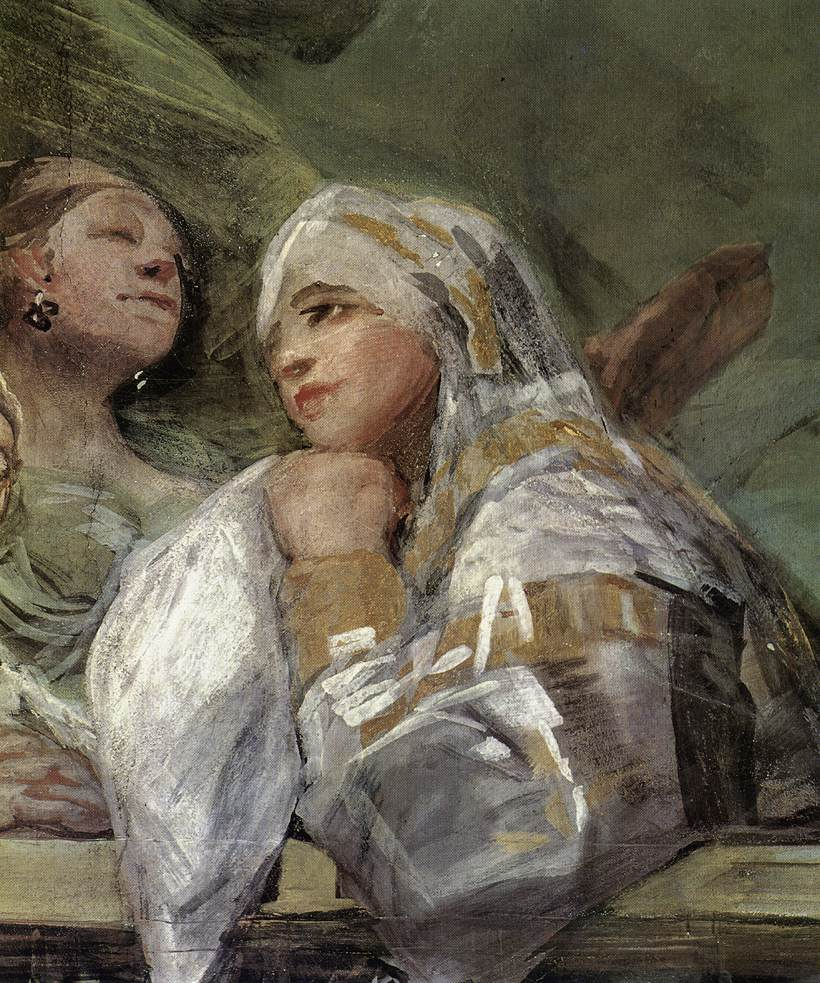
Świadkowie cudu